# Leova (distrikt)
Leova ( moldaviska: Районул Леова, Raionul Leova, ryska: Леовский район) är ett distrikt i Moldavien. Det ligger i den södra delen av landet. Antalet invånare är 49 735. Arean är 775 kvadratkilometer.
Terrängen i Leova är platt åt nordost, men åt sydväst är den kuperad.
Distriktshuvudorten är Leova.